# Nouvelle Union populaire écologique et sociale
La Nouvelle Union populaire écologique et sociale (in italiano Nuova Unione Popolare Ecologica e Sociale), abbreviata NUPES, è stata una coalizione di partiti politici francesi. È stata fondata il 4 maggio 2022 da partiti politici di sinistra ed ecologisti.
Venne creata nel 2021 in vista delle elezioni presidenziali francesi del 2022 con il nome di Union Populaire (UP), attorno a La France Insoumise per sostenere la candidatura di Jean-Luc Mélenchon. Quest'alleanza è stata successivamente estesa ad altri partiti in vista delle elezioni legislative del 2022, con l'obiettivo di riunire vari partiti di sinistra.
Il 10 giugno 2024, in occasione delle elezioni legislative anticipate dello stesso anno, viene sciolta, confluendo all’interno del Nuovo Fronte Popolare.

## Storia
Nell'ottobre 2021, in vista delle elezioni presidenziali francesi del 2022, Jean-Luc Mélenchon crea un nuovo movimento, l'Union Populaire. Nel dicembre 2021, annuncia la creazione di un "Parlamento dell'Union Populaire" che mira a riunire vari personalità al di fuori di La France insoumise per sostenere la sua candidatura e prepararsi alla rifondazione della sinistra. Questa struttura è diretta da Aurélie Trouvé che ha lasciato la presidenza dell'Attac per assumere questo incarico.
Nel contesto delle elezioni legislative del 2022, La France insoumise - la forza di maggioranza di sinistra alle elezioni presidenziali - cerca di unire i principali partiti di sinistra attorno alla bandiera dell'Union Populaire. Sono in corso discussioni in particolare con Europe Écologie Les Verts, il Parti Socialiste, il Parti Communiste Français e il Nouveau Parti Anticapitaliste.
Il 28 aprile 2022 è stato concluso un accordo tra LFI e Génération.s. In vista di un accordo di coalizione, EELV propone di sostituire il nome Union Populaire con quello di “Union Populaire et Écologiste” o “Front Populaire Écologiste et Social”. Nella notte dal 1º al 2 maggio è stato concluso un accordo con Europe Écologie Les Verts, sotto la bandiera comune della “Nouvelle Union populaire écologique et sociale”. L'11 aprile 2023 il Parti Socialiste, dopo la decisione de La France insoumise di reintegrare Adrien Quatennens (colpevole di atti di violenza contro il coniuge), condanna tale decisione.

## Composizione

### Membri attuali
| Partito politico                                 | Partito politico                                      | Abbr.                         | Ideologia                                             | Collocazione                  | Dirigenti                                |
| Blocco de La France Insoumise                    | Blocco de La France Insoumise                         | Blocco de La France Insoumise | Blocco de La France Insoumise                         | Blocco de La France Insoumise | Blocco de La France Insoumise            |
| ------------------------------------------------ | ----------------------------------------------------- | ----------------------------- | ----------------------------------------------------- | ----------------------------- | ---------------------------------------- |
|                                                  | La France Insoumise                                   | LFI                           | Socialismo democratico Ecosocialismo                  | Sinistra/Sinistra radicale    | Adrien Quatennens                        |
|                                                  | Parti de gauche                                       | PG                            | Socialismo democratico Ecosocialismo                  | Sinistra                      | Jean-Christophe Sellin Hélène Le Cacheux |
|                                                  | Ensemble !                                            | E!                            | Ecosocialismo                                         | Sinistra                      | Roland Mérieux                           |
|                                                  | Gauche écosocialiste                                  | GES                           | Ecosocialismo Anticapitalismo                         | Sinistra radicale             | Clémentine Autain Myriam Martin          |
|                                                  | Rézistan's Égalité 974                                | RÉ974                         | Socialismo democratico Regionalismo                   | Sinistra                      | Jean-Hugues Ratenon                      |
|                                                  | Picardie Debout                                       | PD                            | Sovranismo di sinistra Ecosocialismo                  | Sinistra radicale             | François Ruffin                          |
|                                                  | Parti ouvrier indépendant                             | POI                           | Marxismo Trockismo                                    | Estrema sinistra              | Leadership collettiva                    |
|                                                  | Révolution écologique pour le vivant                  | REV                           | Ecosocialismo Antispecismo                            | Sinistra radicale             | Aymeric Caron                            |
|                                                  | Gauche démocratique et sociale                        | GDS                           | Socialismo                                            | Sinistra                      | Gérard Filoche                           |
| Polo ecologista                                  |                                                       |                               |                                                       |                               |                                          |
|                                                  | Europe Écologie Les Verts                             | EELV                          | Ambientalismo                                         | Centro-sinistra/Sinistra      | Julien Bayou                             |
|                                                  | Génération.s                                          | G·s                           | Socialdemocrazia Socialismo democratico Ecosocialismo | Sinistra                      | Sophie Taillé-Polian Benjamin Lucas      |
|                                                  | Génération écologie                                   | GÉ                            | Ambientalismo                                         | Sinistra                      | Delphine Batho                           |
| Blocco della Sinistra democratica e repubblicana |                                                       |                               |                                                       |                               |                                          |
|                                                  | Parti communiste français                             | PCF                           | Comunismo Eurocomunismo                               | Sinistra radicale             | Fabien Roussel                           |
|                                                  | Péyi-A                                                | Péyi-A                        | Indipendentismo                                       | Sinistra                      | Jean-Philippe Nilor Marcellin Nadeau     |
|                                                  | Pour La Réunion                                       | PLR                           | Socialismo democratico                                | Sinistra                      | Huguette Bello                           |
|                                                  | Tavini huiraatira                                     | Tavini                        | Indipendentismo                                       | Centro-sinistra/Sinistra      | Oscar Temaru                             |
|                                                  | Le Progrès                                            | LP                            | Socialdemocrazia                                      | Centro-sinistra               | Patrick Lebreton                         |
|                                                  | Mouvement de décolonisation et d'émancipation sociale | MDES                          | Indipendentismo Marxismo                              | Sinistra radicale             | Fabien Canavy                            |
| Socialisti e alleati                             |                                                       |                               |                                                       |                               |                                          |
|                                                  | Parti Socialiste                                      | PS                            | Socialdemocrazia                                      | Centro-sinistra               | Olivier Faure                            |
|                                                  | Parti progressiste démocratique guadeloupéen          | PPDG                          | Autonomismo Socialismo democratico                    | Sinistra                      | Jacques Bangou                           |
|                                                  | Parti progressiste martiniquais                       | PPM                           | Autonomismo Socialismo democratico                    | Sinistra                      | Serge Letchimy                           |

### Membri storici
| Partito politico | Partito politico        | Abbr. | Ideologia                      | Collocazione             | Dirigenti                    | Note                                                                                  |
| ---------------- | ----------------------- | ----- | ------------------------------ | ------------------------ | ---------------------------- | ------------------------------------------------------------------------------------- |
|                  | Les Nouveaux Démocrates | LND   | Socialdemocrazia Ambientalismo | Centro-sinistra/Sinistra | Émilie Cariou Aurélien Taché | Parte del Polo ecologista, nell'ottobre 2022 confluisce in Europe Écologie Les Verts. |

## Obiettivi
La coalizione mira a riunire le principali forze della sinistra per presentare candidature congiunte per le elezioni legislative francesi del 2022.
I partecipanti si riuniscono attorno a diverse proposte comuni, tra cui: l'aumento del salario minimo al netto delle tasse a 1.400 euro mensili, il ritorno alla pensione a 60 anni, il blocco dei prezzi dei beni di prima necessità, lo sviluppo ecologico e l'istituzione della Sesta Repubblica (attualmente la Francia è nella Quinta Repubblica).
Questa coalizione mira a ottenere la maggioranza nell'Assemblea nazionale per imporre la coabitazione al Presidente della Repubblica Emmanuel Macron e per far nominare primo ministro Jean-Luc Mélenchon.